# Sara Bro
Sara Freja Bro, född 27 april 1974 i Köpenhamn, är en dansk programledare. 
Sara Bro har sedan mitten av 1990-talet varit programledare för flera populära program både i radio och på TV. Hon var även värd för Dansk Melodi Grand Prix 2024.
Bland program som Bro varit programledare för märks:
- Børneradio (DR P3)
- Hjerteflimmer for voksne (DR1, DR podcast)
- Den perfekte mand (TV2 Zulu)
- Modepatruljen (TV2 Zulu)
- Sara og Signe (TV2 Zulu)
- Sara og David (DR P3)
- Weekend Weekend (TV2)
- Sara og monopolet (DR P4)